# Campionato mondiale maschile under 20 di calcio 2019
Il Campionato mondiale di calcio Under-20 2019, 22ª edizione del torneo, si è svolto in Polonia dal 23 maggio al 15 giugno 2019. Potevano prendervi parte tutti i giocatori nati dopo il 1º gennaio 1999.
È stato il primo torneo FIFA ospitato dalla Polonia, che aveva però in passato ospitato competizioni UEFA come Euro 2012 insieme all'Ucraina e il Campionato europeo di calcio Under-21 2017.
I campioni in carica dell'Inghilterra non hanno potuto difendere il titolo, non essendosi qualificati per il torneo dopo aver perso per 3-0 lo spareggio di qualificazione contro la Norvegia al campionato europeo di calcio Under-19 2018.
Il torneo è stato vinto dall'Ucraina, al suo primo titolo mondiale.

## Scelta della sede
Il processo di candidatura per ospitare i campionati mondiali under 20 e under 17 del 2019 iniziò a giugno 2017. Le associazioni potevano candidarsi per ospitare entrambi gli eventi ma non potevano ottenerli entrambi.
Le nazioni candidate erano:
- India[2]
- Polonia[3]

La decisione finale fu presa durante la riunione del Consiglio FIFA svoltasi a Bogotà (Colombia) il 16 marzo 2018, e determinò la definitiva assegnazione del torneo alla Polonia.

## Città e stadi
Bielsko-Biała, Bydgoszcz, Gdynia, Łódź, Lublino e Tychy sono le 6 città scelte per ospitare il torneo.
| Bielsko-Biała                                                                                                   | Bydgoszcz                           | Gdynia            |
| --- | ----------------------------------- | ----------------- |
| Stadio municipale                                                                                               | Stadion im. Zdzisława Krzyszkowiaka | Stadion GOSiR     |
| Capacità: 15 076                                                                                                | Capacità: 20 247                    | Capacità: 15 139  |
| |                                     |                   |
| Bielsko-Biała Bydgoszcz Gdynia Łódź Lublino TychyCampionato mondiale maschile under 20 di calcio 2019 (Polonia) |                                     |                   |
| Łódź | Lublino                             | Tychy             |
| Stadio municipale del Widzew Łódź                                                                               | Arena Lublin                        | Stadio municipale |
| Capacità: 18 008                                                                                                | Capacità: 15 500                    | Capacità: 15 600  |
| |                                     |                   |

## Squadre qualificate
| Confederazione                            | Torneo di qualificazione               | Qualificata/e                               |
| ----------------------------------------- | -------------------------------------- | ------------------------------------------- |
| AFC (Asia)                                | Campionato asiatico Under-19 2018      | Qatar Giappone Corea del Sud Arabia Saudita |
| CAF (Africa)                              | Campionato africano Under-20 2019      | Senegal Nigeria Sudafrica Mali              |
| CONCACAF (Nord, Centro America & Caraibi) | Campionato nordamericano Under-20 2018 | Messico Panama Stati Uniti Honduras         |
| CONMEBOL (Sud America)                    | Campionato sudamericano Under-20 2019  | Argentina Ecuador Uruguay Colombia          |
| OFC (Oceania)                             | Campionato oceaniano Under-19 2018     | Nuova Zelanda Tahiti                        |
| UEFA (Europa)                             | Campionato europeo Under-19 2018       | Portogallo Italia Ucraina Francia Norvegia  |
| Nazione ospitante                         | Nazione ospitante                      | Polonia                                     |

## Fase a gironi
Si qualificano alla fase ad eliminazione diretta le due prime di ogni girone e le miglior quattro fra le terze classificate. Le posizioni in classifica vengono determinate usando, nell'ordine, i seguenti criteri:
1. maggior numero di punti:
2. miglior differenza reti;
3. maggior numero di gol segnati.

Se non è possibile stabilire la graduatoria con i precedenti criteri per due o più squadre vengono presi in considerazione:
1. maggior numero di punti ottenuti negli scontri diretti;
2. miglior differenza reti negli scontri diretti;
3. maggior numero di gol segnati negli scontri diretti;
4. sorteggio.

### Gruppo A
| Pos. | Squadra  | Pt | G | V | N | P | GF | GS | DR  |
| ---- | -------- | -- | - | - | - | - | -- | -- | --- |
| 1.   | Senegal  | 7  | 3 | 2 | 1 | 0 | 5  | 0  | +5  |
| 2.   | Colombia | 6  | 3 | 2 | 0 | 1 | 8  | 2  | +6  |
| 3.   | Polonia  | 4  | 3 | 1 | 1 | 1 | 5  | 2  | +3  |
| 4.   | Tahiti   | 0  | 3 | 0 | 0 | 3 | 0  | 14 | -14 |

| Arbitro: | Taqi |

|  |           |                    |
|  | Marcatori | 1’, 29’, 50’ Sagna |

| Arbitro: | Ghorbal |

|  |           |                           |
|  | Marcatori | 23’ Angulo 90+3’ Sandoval |

| Arbitro: | Oliver |

|                                  |           |  |
| Niane 34’ (rig.) Lopy 85’ (rig.) | Marcatori |  |

| Arbitro: | Al-Kaf |

|                                                          |           |  |
| Bednarczyk 18’ Zylla 37’ Steczyk 39’, 61’ Benedyczak 74’ | Marcatori |  |

| Arbitro: | Siebert |

|                                                        |           |  |
| Sinisterra 8’, 37’ Hernandez 38’, 42’, 70’ Caicedo 87’ | Marcatori |  |

| Łódź 29 maggio 2019, ore 20:30 UTC+2 | Senegal | 0 – 0 referto | Polonia | Stadion im. Ludwika Sobolewskiego (15 829 spett.)\| Arbitro: \| Claus \| |
| Arbitro:                             | Claus   |               |         |                                                                          |

### Gruppo B
| Pos. | Squadra  | Pt | G | V | N | P | GF | GS | DR |
| ---- | -------- | -- | - | - | - | - | -- | -- | -- |
| 1.   | Italia   | 7  | 3 | 2 | 1 | 0 | 3  | 1  | +2 |
| 2.   | Giappone | 5  | 3 | 1 | 2 | 0 | 4  | 1  | +3 |
| 3.   | Ecuador  | 4  | 3 | 1 | 1 | 1 | 2  | 2  | 0  |
| 4.   | Messico  | 0  | 3 | 0 | 0 | 3 | 1  | 6  | -5 |

| Arbitro: | Claus |

|                |           |                         |
| de la Rosa 37’ | Marcatori | 3’ Frattesi 67’ Ranieri |

| Arbitro: | Vinčić |

|            |           |                   |
| Yamada 68’ | Marcatori | 45’ (aut.) Tagawa |

| Arbitro: | Siebert |

|  |           |                               |
|  | Marcatori | 21’, 77’ Miyashiro 52’ Tagawa |

| Arbitro: | Makhadmeh |

|  |           |               |
|  | Marcatori | 14’ Pinamonti |

| Arbitro: | Kružliak |

|           |           |  |
| Plata 12’ | Marcatori |  |

| Bydgoszcz 29 maggio 2019, ore 18:00 UTC+2 | Italia  | 0 – 0 referto | Giappone | Stadion im. Zdzisława Krzyszkowiaka (6 702 spett.)\| Arbitro: \| Ghorbal \| |
| Arbitro:                                  | Ghorbal |               |          |                                                                             |

### Gruppo C
| Pos. | Squadra       | Pt | G | V | N | P | GF | GS | DR  |
| ---- | ------------- | -- | - | - | - | - | -- | -- | --- |
| 1.   | Uruguay       | 9  | 3 | 3 | 0 | 0 | 7  | 1  | +6  |
| 2.   | Nuova Zelanda | 6  | 3 | 2 | 0 | 1 | 7  | 2  | +5  |
| 3.   | Norvegia      | 3  | 3 | 1 | 0 | 2 | 13 | 5  | +8  |
| 4.   | Honduras      | 0  | 3 | 0 | 0 | 3 | 0  | 19 | -19 |

| Arbitro: | Herrera |

|  |           |                                                       |
|  | Marcatori | 8’ (aut.) Diego 17’, 27’ Waine 51’ Singh 90+2’ Conroy |

| Arbitro: | Elfath |

|                                        |           |                  |
| Núñez 21’ Ginella 29’ B. Rodríguez 87’ | Marcatori | 47’ Borchgrevink |

| Arbitro: | Gil Manzano |

|  |           |                                 |
|  | Marcatori | 41’ Acevedo 90+1’ Schiappacasse |

| Arbitro: | Ndala Ngambo |

|  |           |                                   |
|  | Marcatori | 71’ Stensness 83’ (aut.) Kitolano |

| Arbitro: | Makhadmeh |

|  |           |                           |
|  | Marcatori | 40’ Núñez 90+5’ Rodríguez |

| Arbitro: | Taqi |

|                                                                                                   |           |  |
| Håland 7’, 20’, 36’ (rig.), 43’, 50’, 67’, 77’, 88’, 90’ Østigård 30’ Hauge 46’ Eman Markovic 82’ | Marcatori |  |

### Gruppo D
| Pos. | Squadra     | Pt | G | V | N | P | GF | GS | DR |
| ---- | ----------- | -- | - | - | - | - | -- | -- | -- |
| 1.   | Ucraina     | 7  | 3 | 2 | 1 | 0 | 4  | 2  | +2 |
| 2.   | Stati Uniti | 6  | 3 | 2 | 0 | 1 | 4  | 2  | +2 |
| 3.   | Nigeria     | 4  | 3 | 1 | 1 | 1 | 5  | 3  | +2 |
| 4.   | Qatar       | 0  | 3 | 0 | 0 | 3 | 0  | 6  | -6 |

| Arbitro: | Guerrero |

|  |           |                                                      |
|  | Marcatori | 12’ Effiom 24’ Offia 68’ Dele-Bashiru 74’ Salawudeen |

| Arbitro: | N'Diaye |

|                      |           |              |
| Buleca 26’ Popov 51’ | Marcatori | 32’ Servania |

| Arbitro: | Martínez Sorto |

|  |           |           |
|  | Marcatori | 59’ Popov |

| Arbitro: | Bastien |

|               |           |  |
| Soto 18’, 46’ | Marcatori |  |

| Arbitro: | Rapallini |

|                   |           |           |
| Tijani 51’ (rig.) | Marcatori | 30’ Sikan |

| Arbitro: | Zitouni |

|          |           |  |
| Weah 76’ | Marcatori |  |

### Gruppo E
| Pos. | Squadra        | Pt | G | V | N | P | GF | GS | DR |
| ---- | -------------- | -- | - | - | - | - | -- | -- | -- |
| 1.   | Francia        | 9  | 3 | 3 | 0 | 0 | 7  | 2  | +5 |
| 2.   | Mali           | 4  | 3 | 1 | 1 | 1 | 7  | 7  | 0  |
| 3.   | Panama         | 4  | 3 | 1 | 1 | 1 | 3  | 4  | -1 |
| 4.   | Arabia Saudita | 0  | 3 | 0 | 0 | 3 | 4  | 8  | -4 |

| Arbitro: | Massa |

|                    |           |           |
| Valanta 87’ (rig.) | Marcatori | 39’ konté |

| Arbitro: | Rapallini |

|                       |           |  |
| Fofana 43’ Gouiri 75’ | Marcatori |  |

| Arbitro: | González |

|  |           |                          |
|  | Marcatori | 44’ Zagadou 52’ Cuisance |

| Arbitro: | Vinčić |

|                                                      |           |                                          |
| Al-Buraikan 9’ Al-Tambakti 21’ (rig.) Al-Ghannam 64’ | Marcatori | 36’ Koita 54’ Koné 70’ Traoré 90’ Camara |

| Arbitro: | Martínez Sorto |

|                         |           |                                          |
| Koita 14’ Diakité 90+5’ | Marcatori | 12’ Cuisance 65’ (rig.) Diaby 87’ Gouiri |

| Arbitro: | Ndala Ngambo |

|                 |           |                         |
| Al-Buraikan 53’ | Marcatori | 7’ McKenzie 78’ Valanta |

### Gruppo F
| Pos. | Squadra       | Pt | G | V | N | P | GF | GS | DR |
| ---- | ------------- | -- | - | - | - | - | -- | -- | -- |
| 1.   | Argentina     | 6  | 3 | 2 | 0 | 1 | 8  | 4  | +4 |
| 2.   | Corea del Sud | 6  | 3 | 2 | 0 | 1 | 3  | 2  | +1 |
| 3.   | Portogallo    | 4  | 3 | 1 | 1 | 1 | 2  | 3  | -1 |
| 4.   | Sudafrica     | 1  | 3 | 0 | 1 | 2 | 3  | 7  | -4 |

| Arbitro: | Zitouni |

|            |           |  |
| Trincão 7’ | Marcatori |  |

| Arbitro: | Kružliak |

|                                                       |           |                                |
| Vera 4’ Barco 63’ (rig.), 71’ Álvarez 78’ Gaich 90+2’ | Marcatori | 23’ Phillips 85’ (rig.) Foster |

| Arbitro: | Elfath |

|  |           |                     |
|  | Marcatori | 33’ Gaich 84’ Pérez |

| Arbitro: | Guerrero |

|  |           |                  |
|  | Marcatori | 68’ Kim Hyun-woo |

| Arbitro: | Bastien |

|                                  |           |              |
| Oh Se-hun 42’ Cho Young-wook 57’ | Marcatori | 88’ Ferreira |

| Arbitro: | Herrera |

|                    |           |          |
| Monyane 53’ (rig.) | Marcatori | 19’ Leão |

### Confronto fra le terze classificate
Le quattro squadre con la miglior classifica si qualificano agli ottavi di finale. I criteri usati per determinare il miglior piazzamento sono, nell'ordine:
1. maggior numero di punti;
2. miglior differenza reti;
3. maggior numero di gol segnati;
4. maggior numero di punti fair play;
5. sorteggio.

| Pos. | Gr. | Squadra    | Pt | G | V | N | P | GF | GS | DR |
| ---- | --- | ---------- | -- | - | - | - | - | -- | -- | -- |
| 1.   | A   | Polonia    | 4  | 3 | 1 | 1 | 1 | 5  | 2  | +3 |
| 2.   | D   | Nigeria    | 4  | 3 | 1 | 1 | 1 | 5  | 3  | +2 |
| 3.   | B   | Ecuador    | 4  | 3 | 1 | 1 | 1 | 2  | 2  | 0  |
| 4.   | E   | Panama     | 4  | 3 | 1 | 1 | 1 | 3  | 4  | -1 |
| 5.   | F   | Portogallo | 4  | 3 | 1 | 1 | 1 | 2  | 3  | -1 |
| 6.   | C   | Norvegia   | 3  | 3 | 1 | 0 | 2 | 13 | 5  | +8 |

## Fase ad eliminazione diretta

### Tabellone
|  | Ottavi di finale       | Ottavi di finale       |                         |       | Quarti di finale          | Quarti di finale          |                         |                         | Semifinali | Semifinali |  |  | Finale | Finale |
|  |                        |                        |                         |       |                           |                           |                         |                         |            |            |  |  |        |        |
|  | 2 giugno - 20:30 UTC+2 |                        |                         |       |                           |                           |                         |                         |            |            |  |  |        |        |
|  |                        |                        |                         |       |                           |                           |                         |                         |            |            |  |  |        |        |
|  | 2A. Colombia (dtr)     | 1 (5)                  |                         |       |                           |                           |                         |                         |            |            |  |  |        |        |
|  | 2A. Colombia (dtr)     | 1 (5)                  | 7 giugno - 15:30 UTC+2  |       |                           |                           |                         |                         |            |            |  |  |        |        |
|  | 2C. Nuova Zelanda      | 1 (4)                  |                         |       |                           |                           |                         |                         |            |            |  |  |        |        |
|  | 2C. Nuova Zelanda      | 1 (4)                  | Colombia                | 0     |                           |                           |                         |                         |            |            |  |  |        |        |
|  | 3 giugno - 17:30 UTC+2 |                        | Colombia                | 0     |                           |                           |                         |                         |            |            |  |  |        |        |
|  |                        | Ucraina                | 1                       |       |                           |                           |                         |                         |            |            |  |  |        |        |
|  | 1D. Ucraina            | Ucraina                | 1                       | 4     |                           |                           |                         |                         |            |            |  |  |        |        |
|  | 1D. Ucraina            |                        | 11 giugno - 17:30 UTC+2 | 4     |                           |                           |                         |                         |            |            |  |  |        |        |
|  | 3E. Panama             | 1                      |                         |       |                           |                           |                         |                         |            |            |  |  |        |        |
|  | 3E. Panama             | 1                      | Ucraina                 | 1     |                           |                           |                         |                         |            |            |  |  |        |        |
|  | 2 giugno - 17:30 UTC+2 |                        | Ucraina                 | 1     |                           |                           |                         |                         |            |            |  |  |        |        |
|  |                        | Italia                 | 0                       |       |                           |                           |                         |                         |            |            |  |  |        |        |
|  | 1B. Italia             | Italia                 | 0                       | 1     |                           |                           |                         |                         |            |            |  |  |        |        |
|  | 1B. Italia             | 7 giugno - 18:30 UTC+2 |                         | 1     |                           |                           |                         |                         |            |            |  |  |        |        |
|  | 3A. Polonia            | 0                      |                         |       |                           |                           |                         |                         |            |            |  |  |        |        |
|  | 3A. Polonia            | 0                      | Italia                  | 4     |                           |                           |                         |                         |            |            |  |  |        |        |
|  | 4 giugno - 20:30 UTC+2 |                        | Italia                  | 4     |                           |                           |                         |                         |            |            |  |  |        |        |
|  |                        | Mali                   | 2                       |       |                           |                           |                         |                         |            |            |  |  |        |        |
|  | 1F. Argentina          | Mali                   | 2                       | 2 (4) |                           |                           |                         |                         |            |            |  |  |        |        |
|  | 1F. Argentina          |                        | 15 giugno - 21:00 UTC+2 | 2 (4) |                           |                           |                         |                         |            |            |  |  |        |        |
|  | 2E. Mali (dtr)         | 2 (5)                  |                         |       |                           |                           |                         |                         |            |            |  |  |        |        |
|  | 2E. Mali (dtr)         | 2 (5)                  | Ucraina                 | 3     |                           |                           |                         |                         |            |            |  |  |        |        |
|  | 4 giugno - 17:30 UTC+2 |                        | Ucraina                 | 3     |                           |                           |                         |                         |            |            |  |  |        |        |
|  |                        | Corea del Sud          | 1                       |       |                           |                           |                         |                         |            |            |  |  |        |        |
|  | 1E. Francia            | Corea del Sud          | 1                       | 2     |                           |                           |                         |                         |            |            |  |  |        |        |
|  | 1E. Francia            | 8 giugno - 17:30 UTC+2 |                         | 2     |                           |                           |                         |                         |            |            |  |  |        |        |
|  | 2D. Stati Uniti        | 3                      |                         |       |                           |                           |                         |                         |            |            |  |  |        |        |
|  | 2D. Stati Uniti        | 3                      | Stati Uniti             | 1     |                           |                           |                         |                         |            |            |  |  |        |        |
|  | 3 giugno - 17:30 UTC+2 |                        | Stati Uniti             | 1     |                           |                           |                         |                         |            |            |  |  |        |        |
|  |                        | Ecuador                | 2                       |       |                           |                           |                         |                         |            |            |  |  |        |        |
|  | 1C. Uruguay            | Ecuador                | 2                       | 1     |                           |                           |                         |                         |            |            |  |  |        |        |
|  | 1C. Uruguay            |                        | 11 giugno - 20:30 UTC+2 | 1     |                           |                           |                         |                         |            |            |  |  |        |        |
|  | 3B. Ecuador            | 3                      |                         |       |                           |                           |                         |                         |            |            |  |  |        |        |
|  | 3B. Ecuador            | 3                      | Ecuador                 | 0     |                           |                           |                         |                         |            |            |  |  |        |        |
|  | 4 giugno - 17:30 UTC+2 |                        | Ecuador                 | 0     |                           |                           |                         |                         |            |            |  |  |        |        |
|  |                        | Corea del Sud          | 1                       |       | Finale per il terzo posto | Finale per il terzo posto |                         |                         |            |            |  |  |        |        |
|  | 2B. Giappone           | Corea del Sud          | 1                       | 0     | Finale per il terzo posto | Finale per il terzo posto |                         |                         |            |            |  |  |        |        |
|  | 2B. Giappone           | 8 giugno - 20:30 UTC+2 | 8 giugno - 20:30 UTC+2  | 0     |                           |                           | 15 giugno - 18:00 UTC+2 | 15 giugno - 18:00 UTC+2 |            |            |  |  |        |        |
|  | 2F. Corea del Sud      | 8 giugno - 20:30 UTC+2 | 8 giugno - 20:30 UTC+2  | 1     |                           |                           | 15 giugno - 18:00 UTC+2 | 15 giugno - 18:00 UTC+2 |            |            |  |  |        |        |
|  | 2F. Corea del Sud      | Corea del Sud (dtr)    | 3 (3)                   | 1     | Italia                    | 0                         |                         |                         |            |            |  |  |        |        |
|  | 3 giugno - 20:30 UTC+2 | Corea del Sud (dtr)    | 3 (3)                   |       | Italia                    | 0                         |                         |                         |            |            |  |  |        |        |
|  |                        | Senegal                | 3 (2)                   |       | Ecuador (dts)             | 1                         |                         |                         |            |            |  |  |        |        |
|  | 1A. Senegal            | Senegal                | 3 (2)                   | 2     | Ecuador (dts)             | 1                         |                         |                         |            |            |  |  |        |        |
|  | 1A. Senegal            |                        |                         | 2     |                           |                           |                         |                         |            |            |  |  |        |        |
|  | 3D. Nigeria            | 1                      |                         |       |                           |                           |                         |                         |            |            |  |  |        |        |
|  | 3D. Nigeria            | 1                      |                         |       |                           |                           |                         |                         |            |            |  |  |        |        |

### Ottavi di finale
| Arbitro: | Gil Manzano |

|                      |           |  |
| Pinamonti 38’ (rig.) | Marcatori |  |

| Arbitro: | Al-Kaf |

|                                                     |                      |                                                  |
| Reyes 11’                                           | Marcatori            | 35’ Just                                         |
| Vera Carbonero Perea Sandoval Angulo Balanta Cuesta | Tiri di rigore 5 – 4 | Singh Bell Mata Stensness McCowatt Cacace Conroy |

| Arbitro: | Oliver |

|            |           |                                                   |
| Araújo 11’ | Marcatori | 31’ (rig.) Alvarado 75’ Quintero 83’ (rig.) Plata |

| Arbitro: | González |

|                                       |           |            |
| Sikan 23’, 45+1’ Popov 41’ Buleca 83’ | Marcatori | 50’ Walker |

| Arbitro: | Massa |

|                       |           |                |
| Sagna 36’ Niane 45+3’ | Marcatori | 50’ Makanjuola |

| Arbitro: | N'Diaye |

|  |           |               |
|  | Marcatori | 84’ Oh Se-hun |

| Arbitro: | Claus |

|                       |           |                            |
| Gouiri 41’ Alioui 55’ | Marcatori | 25’, 74’ Soto 83’ Rennicks |

| Arbitro: | Guerrero |

|                                 |                      |                                     |
| Gaich 49’ Diaby 91’ (aut.)      | Marcatori            | 67’ Diaby 120+1’ Konté              |
| Pérez Chancalay Gaich Sosa Vera | Tiri di rigore 4 – 5 | Dramé B. Traoré Koita Diaby Sissoko |

### Quarti di finale
| Arbitro: | Ghorbal |

|  |           |           |
|  | Marcatori | 11’ Sikan |

| Arbitro: | Elfath |

|                                                        |           |                      |
| Koné 12’ (aut.) Pinamonti 60’, 83’ (rig.) Frattesi 84’ | Marcatori | 38’ Koita 79’ Camara |

| Arbitro: | Bastien |

|          |           |                            |
| Weah 36’ | Marcatori | 30’ Cifuentes 43’ Espinoza |

| Arbitro: | González |

|                                                            |                      |                                        |
| Lee Kang-in 62’ (rig.) Lee Ji-sol 90+8’ Cho Young-wook 96’ | Marcatori            | 37’ Cavin 76’ (rig.) Niane 120+1’ Ciss |
| Kim Jung-min Cho Young-wook Um Won-sang Choi Jun Oh Se-hun | Tiri di rigore 3 – 2 | Danfa Mbow Ciss N'Diaye Cavin          |

### Semifinali
| Arbitro: | Claus |

|            |           |  |
| Buleca 65’ | Marcatori |  |

| Arbitro: | Oliver |

|  |           |             |
|  | Marcatori | 39’ Choi J. |

### Finale 3º posto
| Arbitro: | Gil Manzano |

|  |           |           |
|  | Marcatori | 104’ Mina |

### Finale
| Arbitro: | Elfath |

|                                  |           |                    |
| Suprjaha 34’, 53’ Citaišvili 89’ | Marcatori | 5’ (rig.) Lee K.I. |

## Premi
I seguenti premi sono stati assegnati alla fine del torneo.
| Pallone d'oro        | Pallone d'argento | Pallone di bronzo |
| -------------------- | ----------------- | ----------------- |
| Lee Kang-in          | Serhij Buleca     | Gonzalo Plata     |
| Scarpa d'oro         | Scarpa d'argento  | Scarpa di bronzo  |
| Erling Haaland       | Danylo Sikan      | Amadou Sagna      |
| 9 gol / 0 assist     | 4 gol / 0 assist  | 4 gol / 0 assist  |
| Guanto d'oro         |                   |                   |
| Andrij Lunin         |                   |                   |
| FIFA Fair Play Award |                   |                   |
| Giappone             |                   |                   |

## Classifica marcatori
9 reti 
- Erling Haaland (1 rig.)

 4 reti 
- Andrea Pinamonti (2 rig.)
- Amadou Sagna

- Danylo Sikan
- Sebastian Soto

 3 reti 
- Adolfo Gaich
- Juan Camilo Hernández
- Amine Gouiri
- Sekou Koita

- Ibrahima Niane (2 rig.)
- Serhij Buleca
- Denys Popov

 2 reti 
- Firas Al-Buraikan
- Ezequiel Barco
- Luis Sinisterra
- Cho Young-wook
- Lee Kang-in (2 rig.)
- Oh Se-hun
- Gonzalo Plata (1 rig.)

- Mickaël Cuisance
- Taisei Miyashiro
- Davide Frattesi
- Mohamed Camara
- Boubacar Konté
- Ben Waine
- Diego Valanta (1 rig.)

- Dominik Steczyk
- Timothy Weah
- Vladyslav Suprjaha
- Darwin Núñez
- Brian Rodríguez

 1 rete 
- Hassan Al-Tambakti (1 rig.)
- Khalid Al-Ghannam
- Julián Álvarez
- Cristian Ferreira
- Nehuén Pérez
- Fausto Vera
- Iván Angulo
- Déiber Caicedo
- Andrés Reyes
- Luis Sandoval
- Choi Jun
- Kim Hyun-woo
- Lee Ji-sol
- Alexander Alvarado (1 rig.)
- José Cifuentes
- Jhon Espinoza

- Richard Mina
- Sergio Quintero
- Nabil Alioui
- Moussa Diaby (1 rig.)
- Youssouf Fofana
- Dan-Axel Zagadou
- Kyōsuke Tagawa
- Kōta Yamada
- Luca Ranieri
- Abdoulaye Diaby
- Ousmane Diakité
- Ibrahima Koné
- Boubacar Traoré
- Roberto de la Rosa
- Tom Dele-Bashiru
- Maxwell Effiom

- Henry Offia
- Success Makanjuola
- Aliu Salawudeen
- Muhammed Tijani (1 rig.)
- Christian Borchgrevink
- Jens Hauge
- Eman Markovic
- Leo Østigård
- Matt Conroy
- Elijah Just
- Sarpreet Singh
- Gianni Stensness
- Axel McKenzie
- Ernesto Walker
- Jakub Bednarczyk
- Adrian Benedyczak

- Marcel Zylla
- Rafael Leão
- Francisco Trincão
- Amadou Ciss
- Cavin Diagne
- Dion Lopy (1 rig.)
- Lyle Foster (1 rig.)
- Thabiso Monyane (1 rig.)
- Keenan Phillips
- Justin Rennicks
- Brandon Servania
- Nicolás Acevedo
- Ronald Araújo
- Francisco Ginella
- Nicolás Schiappacasse

 Autoreti 
- Kyōsuke Tagawa (1 pro  Ecuador)
- Darwin Diego (1 pro  Nuova Zelanda)
- John Kitolano (1 pro  Nuova Zelanda)
- Abdoulaye Diaby (1 pro  Argentina)
- Ibrahima Koné (1 pro  Italia)